# Diges
Diges település Franciaországban, Yonne megyében. Lakosainak száma 1059 fő (2022. január 1.). Diges Pourrain, Leugny, Coulangeron, Escamps, Moulins-sur-Ouanne, Ouanne, Parly és Toucy községekkel határos.

## Népesség
A település népességének változása:
| Lakosok száma | 1147 | 1148 | 1180 | 1141 | 1122 | 1102 | 1083 | 1069 | 1059 |
|               | 2013 | 2015 | 2016 | 2017 | 2018 | 2019 | 2020 | 2021 | 2022 |